# Parafia św. Stanisława w Szumsku
Parafia świętego Stanisława w Szumsku – parafia rzymskokatolicka, znajdująca się w diecezji sandomierskiej, w dekanacie świętokrzyskim.

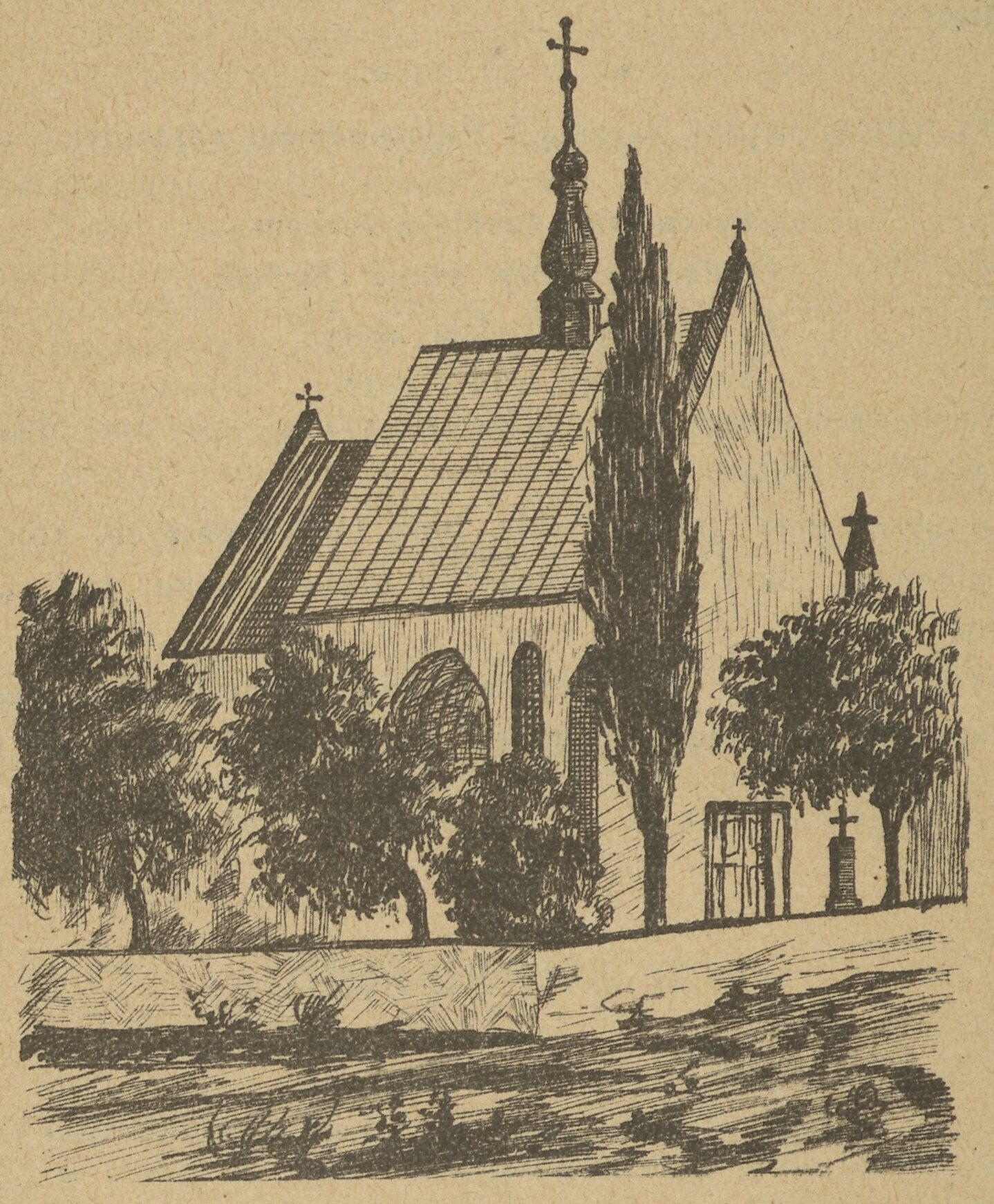
Kościół przed 1907